# Aram
Aram (hebreiska: אֲרָם, ʾĂrām) var i Gamla testamentet son till Sem och ansedd som anfader till den stam som efter honom kallades araméer. Aram ses som profet inom mandeismen.
Aram är också ett bibliskt namn för ett området längs Eufrats stora krök. Semitiska stammar relaterade till israeliterna bebodde området och kallades arameer.